# Феофан (Мосхонас)
Митрополит Феофан (греч. Μητροπολίτης Θεοφάνης, в миру Феоха́рис Мосхона́с, греч. Θεοχάρης Μοσχονάς; 21 ноября 1864, Лерос — 27 января 1954, Александрия) — епископ Александрийской православной церкви, митрополит Триполийский, ипертим и экзарх Северной Африки.

## Биография
В возрасте 18 лет стал диаконом, служил в клире Александрийского Патриархата. Будучи священником, окончил Богословский факультет Афинского университета.
1 сентября 1899 года в Патриаршьем храме Константинополе был рукоположён в епископа Триполийского с возведением в сан митрополита. Хиротонию совершили: Митрополит Веррийский Константий (Исаакидис), митрополит Селиврийский Константий (Захариадис) и митрополит Сервийский и Козанский Константий (Матулопулос).
С 4 сентября 1925 по 20 мая 1926 года был местоблюстителем Александрийского Патриаршего Престола.
В 1927 году назначен Великим патриаршим эпитропом Александрийского Патриархата.
С 4 августа 1935 по 11 февраля 1936 года во второй раз был местоблюстителем Александрийского Патриаршего Престола.
C 3 марта по 21 июня 1939 года в третий раз был местоблюстителем Александрийского Патриаршего Престола.
Как отмечается в его некрологе, «всегда исполнял свои высокие обязанности с большим благоразумием и большим умением. В борьбе против тиранов [итальянцев] со стороны патриотов с Додеканеских островов, проживавших в Египте, незабвенный Митрополит был всегда горячим защитником и ценным советником. За все эти заслуги перед [греческой] Нацией и Православием, Митрополит Феофан был награждён множеством наград».
Пожертвовал свою личную библиотеку в фонды Александрийской Патриаршей Библиотеки.
Скончался 27 января 1954 года в Александрии после долгой болезни. Отпевание в Патриаршей Церкви Александрии совершил Патриарх Александрийский Христофор II.